# Éradication des castors en Terre de Feu

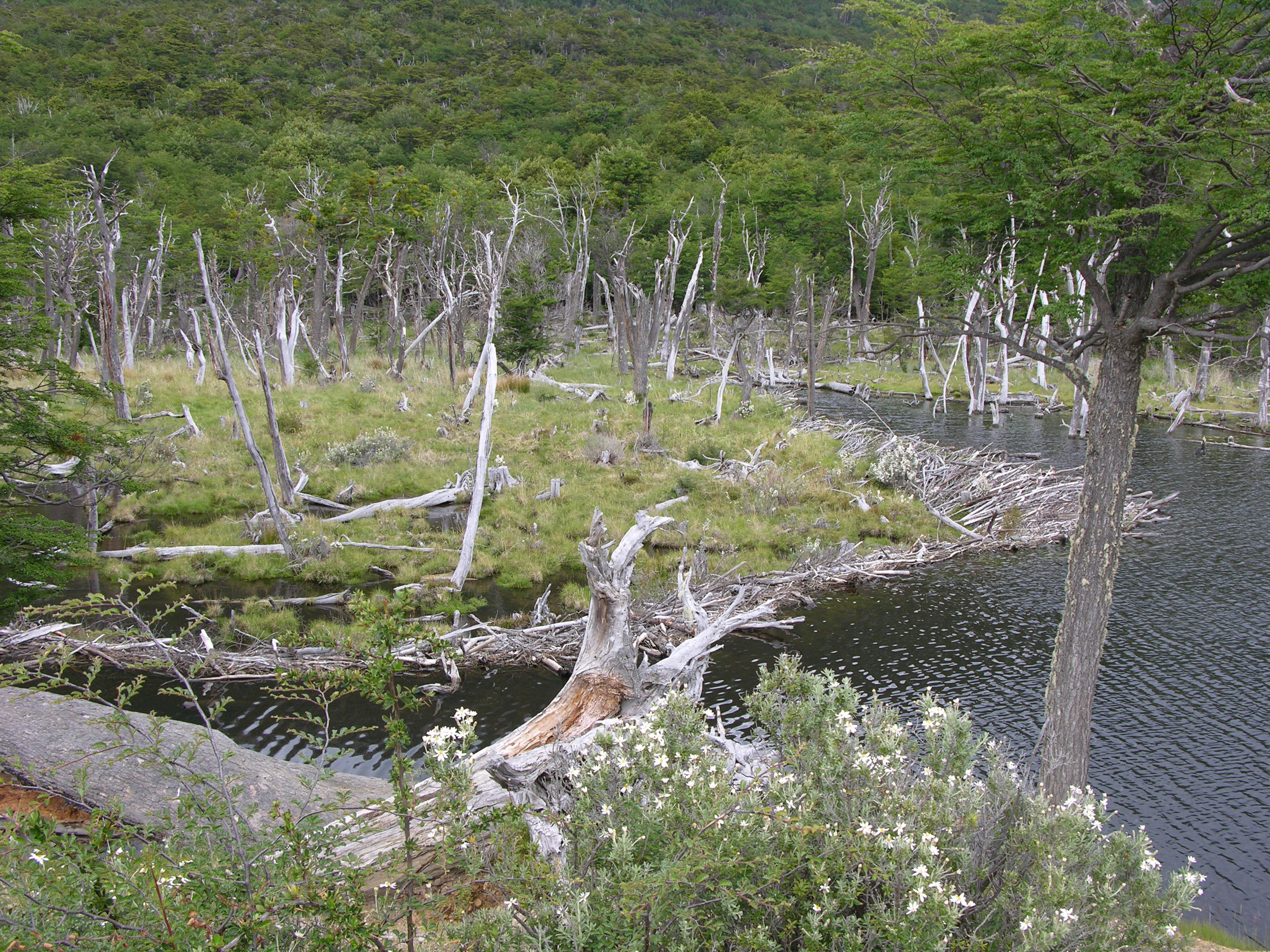
En Terre de Feu, un exemple de barrages construits par les castors entraînant l'inondation de certaines zones boisées fragiles.

Les autorités chiliennes, argentines ont adopté des stratégies visant à éradiquer de la Terre de Feu les castors du Canada. D'après Nature, jamais l'éradication d'une entreprise animale n'a été entreprise sur un aussi vaste espace. L'espèce (Castor canadensis) a été introduite dans la région en 1946, pour la production de fourrure, mais l'exploitation commerciale n'a jamais commencé. En l'absence de grands prédateurs (ours, loup...), les castors ont proliféré ; leur nombre se situerait entre 100 000 et 200 000, suivant les estimations en 2011. En 2013, le quotidien Clarin parle de 150 000 castors contre 134 000 habitants en Terre de Feu.
Les castors détruisent un grand nombre d'arbres protégés au sein du parc national Tierra del Fuego. Les dégâts sont d'autant plus importants que la plupart des arbres d'Amérique du Sud sont moins susceptibles de se renouveler par rejet que ceux d'Amérique du Nord. D'autre part, les barrages construits par les castors entraînent l'inondation de certaines zones boisées, de pâturages et de routes. 
Les castors sont généralement éliminés au moyen de pièges en acier. L'une des priorités de l'opération est d'éviter que des populations de castors ne s'implantent durablement sur le continent, où des individus ont déjà été observés, ceux-ci ayant traversé le détroit de Magellan. Selon Christopher Anderson, biologiste au CONICET, cette prolifération pourrait atteindre la ville de Bariloche. Une étude de faisabilité portant sur l'élimination totale du castor du Canada en Terre de Feu a été conduite par un groupe auquel a participé l'écologue américain C. Josh Donlan (en), qui a déjà travaillé sur l'éradication d'espèces invasives dans d'autres îles, notamment les chèvres et les cochons sauvages aux Galápagos. D'après lui, l'éradication serait coûteuse, mais possible.